# 三皇宮石牌坊
三皇宮石牌坊位於四川省雅安市名山縣，文物遺址年代判定為明。2012年7月16日公佈為第八批四川省文物保護單位。
三皇宮石牌坊位於名山縣雙河鄉雲台村，仿木石質結構建築，重簷歇山式，用四柱三樓，明間和稍間梁上均施斗拱。脊上刻鴟尾裝飾，用抱鼓石穩固。明間材上刻有二龍戲珠，花草浮雕。石牌坊高5米，寬3.8米，深1.5米，正面梁上嵌刻有一匾書“三皇宮”，右刻有“崇禎四年”題記；背刻有“萬曆甲寅年歲”題記；具有較高的歷史、藝術和科學價值。1987年，三皇宮石牌坊被名山縣人民政府公佈為縣級文物保護單位。